# 毒鼠子
毒鼠子（学名：Dichapetalum gelonioides）为毒鼠子科毒鼠子属下的一个种。

## 扩展阅读
- 維基物種上的相關：毒鼠子